# Julius Wolff (Schriftsteller)

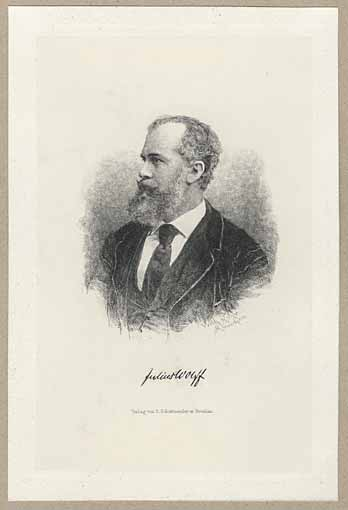
Julius Wolff

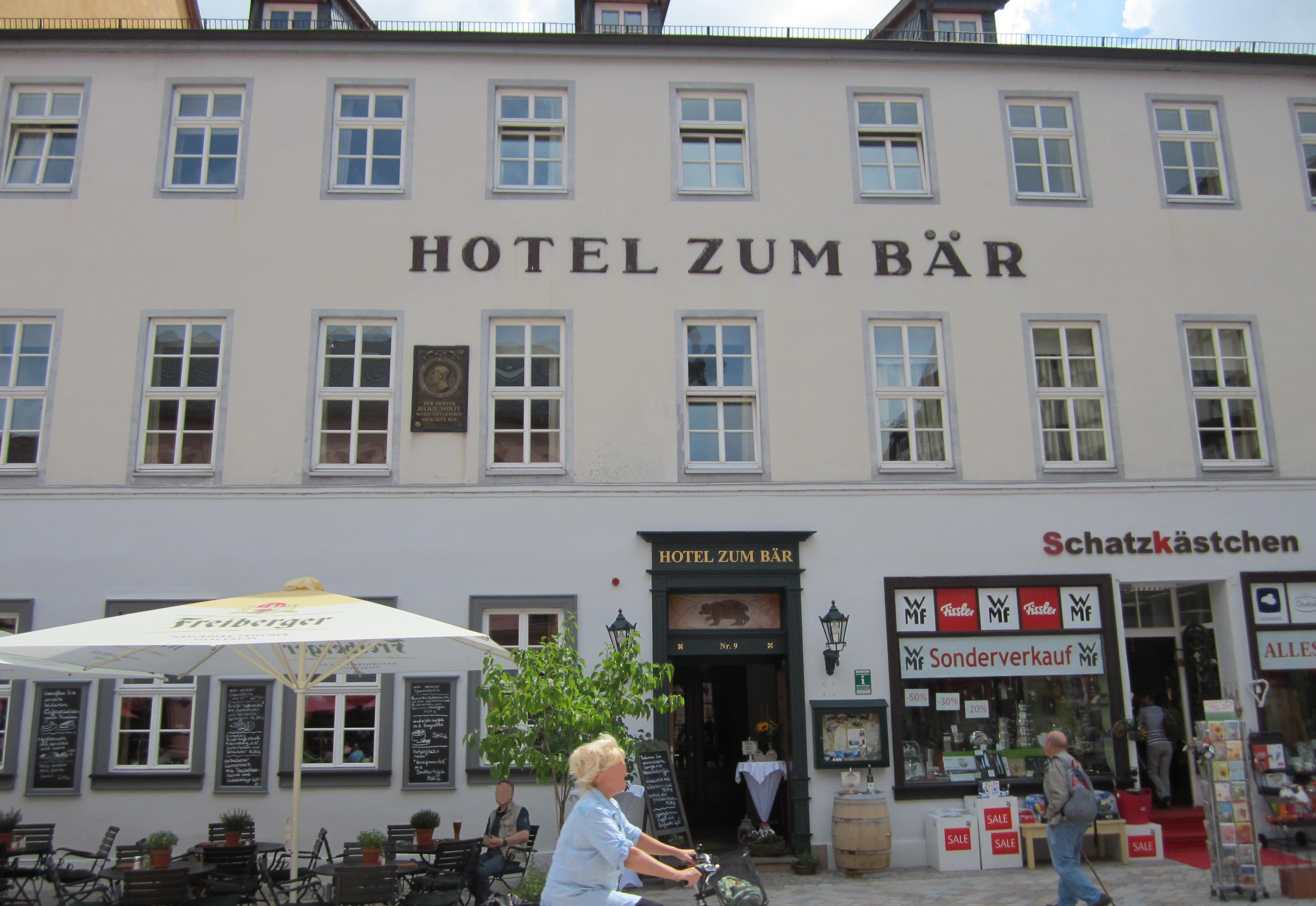
Geburtshaus in Quedlinburg, Markt 8–9

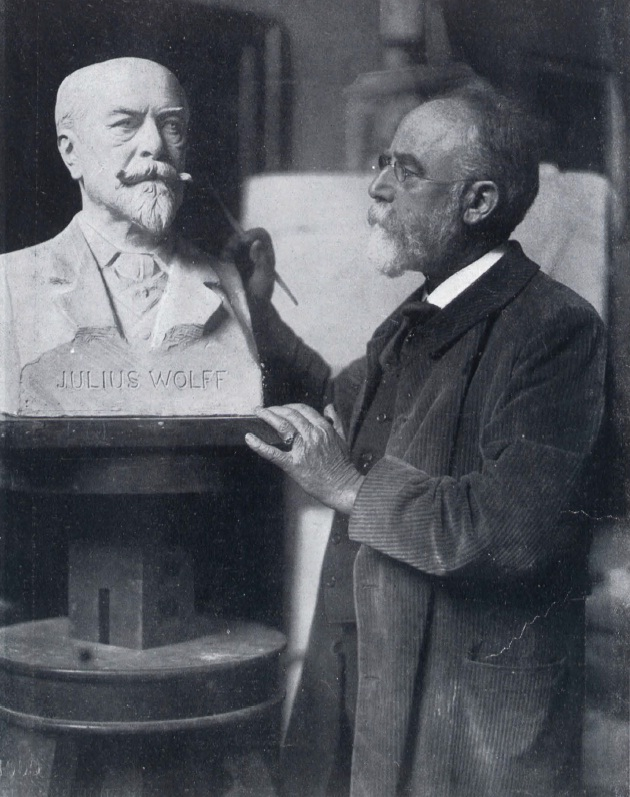
Fritz Schaper in seinem Atelier mit Büste von Julius Wolff, 1909 (Foto von Marta Wolff)

Julius Wolff (* 16. September 1834 in Quedlinburg; † 3. Juni 1910 in Charlottenburg) war ein deutscher Dichter und Schriftsteller.

## Leben
Julius Wolff war der Sohn des Tuchfabrikanten August Wilhelm Wolff. Er wurde im heutigen Haus Markt 8/9 in Quedlinburg geboren und besuchte in seiner Geburtsstadt das Gymnasium und anschließend die Universität Berlin, wo er Philosophie und Wirtschaftswissenschaften studierte. Nach Studienreisen kehrte er nach Quedlinburg zurück, wo er die väterliche Tuchfabrik übernahm, die er jedoch 1869 verkaufen musste. 1860 hatte er die 19-jährige Marie Ottilie Busse, Tochter des Direktors der Königlichen Bauakademie Carl Ferdinand Busse geheiratet. Wolff gründete die Quedlinburger Harz-Zeitung, nahm am Deutsch-Französischen Krieg 1870/71 als Landwehroffizier teil und ließ sich nach seiner Rückkehr 1872 als freier Schriftsteller mit Familie in Berlin nieder. Er war Mitglied der Quedlinburger Freimaurerloge Zur goldenen Waage.
Das Grab des 1910 verstorbenen Julius Wolff befindet sich auf dem Luisenfriedhof II in Berlin-Westend im Feld B 21.13. Das Relief des Grabmals stammt vom Künstler Fritz Schaper.

## Leistungen
Wolff gehört zu den sogenannten Butzenscheibendichtern. Dieser Begriff wurde zuerst 1884 von Paul Heyse verwendet, um damit zeitgenössische Dichter zu charakterisieren, die altertümelnde Verserzählungen in gefälliger Art über historische Stoffe und Sagen schrieben und ihren Lebensunterhalt damit bestritten. Neben Reimerzählungen umfasst Wolffs literarisches Schaffen, wie an den Untertiteln seiner Werke erkenntlich, auch romanhafte Prosa.

## Auszeichnungen und Ehrungen
- 1884 Ehrenbürger der Stadt Hameln
- 1904 Professortitel
- 1910 Ehrenbürger der Stadt Quedlinburg
- 1911 Denkmal (Renata-Brunnen) an der Sedanstraße (Hildesheim)

## Werke

Der Rattenfänger von Hameln

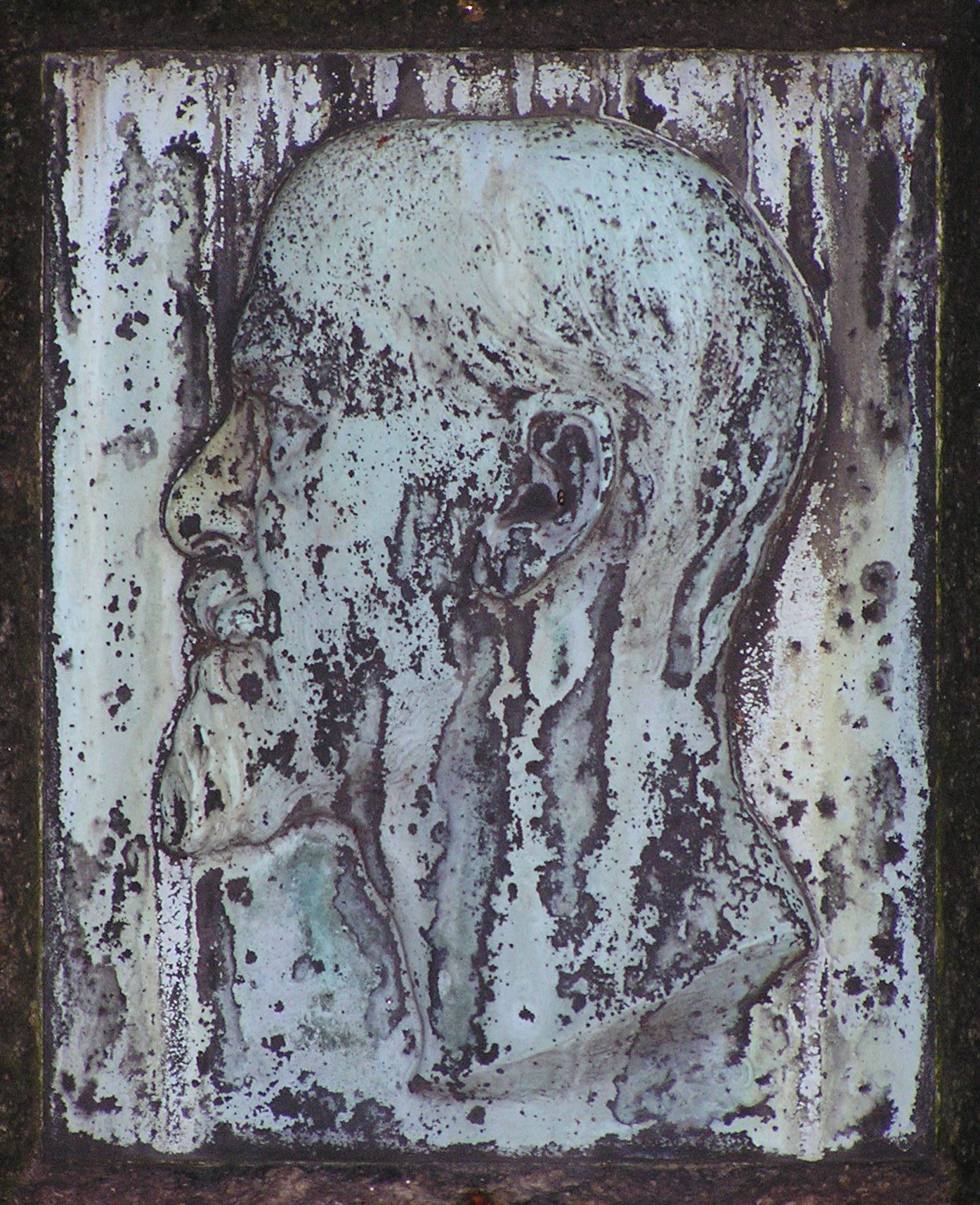
Grab-Relief von Fritz Schaper

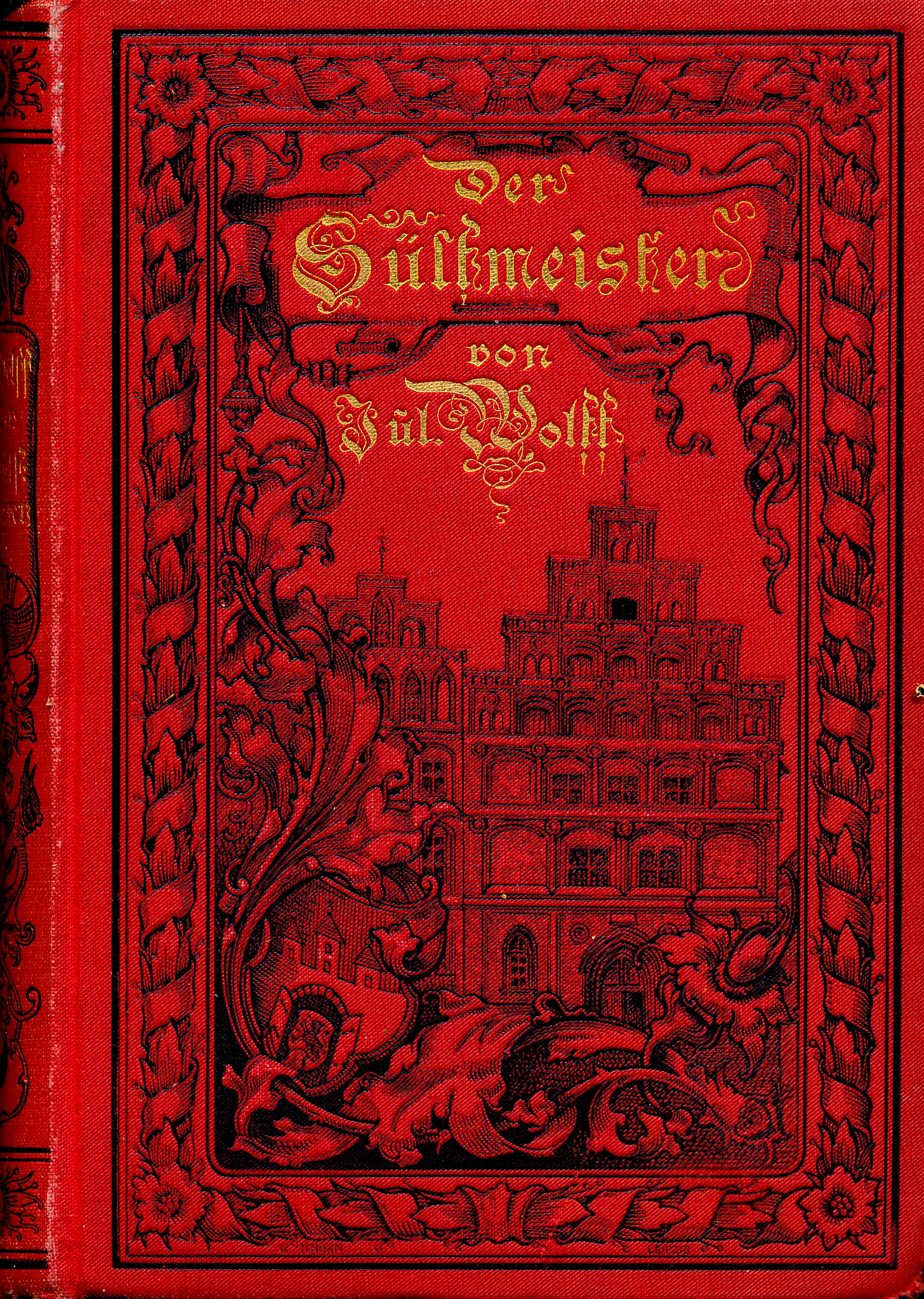
Der Sülfmeister. Eine alte Stadtgeschichte, Berlin 1884 (Bucheinband)

- Assalide. Dichtung aus der Zeit der provenzalischen Troubadours, 1896
- Aus dem Felde. Nebst einem Anhang: Im neuen Reich, 1871
- Drohende Wolken (Drama), 1879
- Der fahrende Schüler. Eine Dichtung, 1900
- Der fliegende Holländer. Eine Seemannssage, 1892
- Die Hohkönigsburg. Eine Fehdegeschichte aus dem Wasgau, 1902
- Der Landsknecht von Cochem. Ein Sang von der Mosel, 1896
- Lurlei. Eine Romanze, 1886
- Die Pappenheimer. Ein Reiterlied, 1889
- Der Rattenfänger von Hameln. Eine Aventiure, Grote, Berlin 1875 (Digitalisierte Ausgabe der Universitäts- und Landesbibliothek Düsseldorf)
- Der Raubgraf. Eine Geschichte aus dem Harzgau, 1884
- Das Recht der Hagestolze. Eine Heiratsgeschichte aus dem Neckartal, 1888
- Renata. Eine Dichtung, 1891
- Der Sachsenspiegel. Roman, 1909
- Schauspiele. Kambyses – Die Junggesellensteuer, 1877
- Das schwarze Weib. Roman aus dem Bauernkriege, 1894
- Singuf. Rattenfängerlieder. Gedichte, 1881[1]
- Der Sülfmeister. Eine alte Stadtgeschichte, 1883
- Tannhäuser. Ein Minnesang, 1880
- Till Eulenspiegel redivivus. Ein Schelmenlied, 1874
- Der wilde Jäger. Eine Weidmannsmär, 1877
- Das Wildfangrecht. Roman, 1907
- Zweifel der Liebe. Roman aus der Gegenwart, 1904